# Анжи Арена
«Анжи́ Аре́на» (бывшее название — «Хаза́р») — крупнейший стадион в Дагестане, в городе Каспийске. Открыт в 2003 году. Вместимость — 24 173 (2022), ранее — 30 000 зрителей. До октября 2019 года на стадионе проводил свои домашние матчи «Анжи», но по финансовым причинам был вынужден прекратить проводить матчи на этом стадионе. С сезона 2022/23 (с перерывом в начале сезона 2023/24) является домашней ареной махачкалинского «Динамо».

## История

### Стадион «Хазар»
Стадион «Хазар» был торжественно открыт 22 июля 2003 года. В этот день клуб «Анжи» сыграл с краснодарской «Кубанью» — 1:0. Первый гол был забит Александром Никулиным. Со второй половины сезона 2006 года «Анжи» стал проводить матчи на стадионе «Динамо» в Махачкале, на стадионе «Хазар» игр не проводилось.

### Реконструкция
С приходом нового владельца клуба, Сулеймана Керимова, в 2011 году было принято решение реконструировать стадион «Хазар» и использовать его как временное место для игр, пока не будет построен новый стадион на 40—50 тысяч мест — «Анжи-сити». Проект реконструированного «Хазара», который после завершения строительства получал название «Анжи Арена», учитывал сильные ветры и, в связи с этим, на углах стадиона были достроены трибуны, а также были сделаны козырьки, закрывающие 30 % трибун, так как было признано, что они не выдержат более массивной конструкции. Планируемым сроком окончания реконструкции был март 2013 года. Руководителем проекта являлся Хизри Абакаров. Вместимость должна была составить до 30 000 мест.

### «Анжи Арена». Открытие стадиона
1 марта 2013 года на заседании комитета РФС по сертификации стадионов было принято решение о выдаче сертификата соответствия стадиону «Анжи Арена». В первом матче после реконструкции 17 марта 2013 года «Анжи» сыграл вничью 1:1 с самарскими «Крыльями Советов».
Торжественное открытие стадиона состоялось 1 июня 2013 года, концерт собрал около 30 тысяч зрителей, для которых выступали мировые звезды Флоу Райда, Шер и группа «Alabina», а также отечественные исполнители, среди которых Николай Басков, Нани Брегвадзе и группа «Дискотека Авария» Вели концерт Андрей Малахов и Яна Чурикова. Для любителей восточных единоборств выступили Жан-Клод Ван Дамм и Мохаммед Кисси, известный ролью Тонг По в фильме «Кикбоксер». Также на концерте присутствовал главный тренер сборной России Фабио Капелло, первый вице-президент Российского футбольного союза Никита Симонян и президент Российской футбольной Премьер-Лиги Сергей Прядкин, которые вручили «Анжи» бронзовые медали сезона 2012/13, а капитану «Анжи» Самюэлю Это’о была вручена официальная премия «Чемпионат.com» и РФПЛ «лучшему игроку СОГАЗ — чемпионата России». 12 миллионов рублей, собранные на открытии, перечислили в благотворительный фонд «Территория добра».

## Резервное поле
Имеется резервное поле с трибуной — стадион «Анжи Арена» (3-е поле). Стадион соответствует всем требования ПФЛ, полностью перестроен в 2011—2013 годах, покрытие поля — искусственное. В сезоне-2018/19 — домашний стадион команды «Анжи» в молодёжном первенстве, в сезоне 2019/20 — домашний стадион ФК «Махачкала», также ряд домашних матчей Первенства ПФЛ провёл ФК «Анжи».

## Финалы

### Финал Кубка России по футболу 2013 среди женщин
26 мая 2013 года на этом стадионе состоялся финальный матч Кубка России среди женщин сезона 2012/13 годов, в котором сыграли московское ЦСП «Измайлово» и пермская «Звезда-2005». Матч завершился победой «Звезды-2005» — 2:1. На матче присутствовало 4 000 зрителей.

### Финал Кубка России по футболу 2014
Финальный матч Кубка России по футболу 2014 прошёл 8 мая 2014 года. В нём встретились «Краснодар» и «Ростов». Основное и дополнительное время закончилось вничью — 0:0, а по пенальти со счётом 6:5 победил «Ростов». На матче присутствовало 19 500 зрителей.